# Rauf Atakişiyev
Rauf İsrafil oğlu Atakişiyev (ur. 15 lipca 1925 w Göyçay, zm. 3 lutego 1994) – azerski muzyk, pianista. Ludowy Artysta Azerbejdżańskiej SRR (1967).

## Życiorys
W wieku 8 lat rozpoczął naukę gry na fortepianie. W 1943 roku ukończył szkołę muzyczną w Baku. Dostał się do Państwowego Konserwatorium w Azerbejdżanie. W 1946 roku uczył się w Państwowym Konserwatorium Moskiewskim w klasie K.K. Igunnowa, a lekcje wokalu pobierał u Antoniny Nieżdanowej. W 1952 roku skończył szkołę i wrócił do Baku, gdzie występował jako pianista i wokalista-solista Teatru Opery i Baletu. Od 1953 roku nauczał w Konserwatorium w Azerbejdżanie. Ludowy Artysta Azerbejdżańskiej SRR (1967), nagrodzony Orderem Lenina (1970), Orderem Przyjaźni Narodów (1980), honorowymi dyplomami Prezydium Najwyższej Rady Azerbejdżańskiej SRR i Mołdawskiej SRR.